# 알나스르 FC
알나스르 FC(아랍어: نادي النصر لكرة القدم, 영어: Al Nassr Football Club)는 리야드에 연고를 둔 사우디아라비아의 프로 축구 클럽이다. 이 클럽은 사우디 축구의 최상위 리그인 사우디 프로페셔널리그에 참가하고 있다. 알나스르는 설립 이래 사우디 프로페셔널리그의 모든 시즌에 참가한 세 팀 중 하나이며, 알나스르는 핸드볼, 농구, E스포츠, 남녀 배구 등 다양한 스포츠 클럽이기도 한다.
알나스르는 2023년 1월, 글로벌 슈퍼스타 크리스티아누 호날두와 계약했으며, 이는 사우디아라비아 축구에 혁명을 일으킨 것으로 평가받고 있다. 호날두의 사우디아라비아 진출은 수많은 유럽 최고 수준의 리그 선수들이 사우디 프로페셔널리그로 이적할 수 있는 기반을 마련하고 사우디아라비아 축구에 대한 대중의 관심을 불러일으키는 문화적 현상으로 꼽힌다.

## 역사

### 호날두 시대
2022년 12월 30일, 알나스르는 포르투갈 선수가 맨체스터 유나이티드를 떠난 후 크리스티아누 호날두와 상호 합의에 따라 계약을 체결했다. 호날두의 계약 기간은 2025년 여름까지 2년 6개월이며, 연봉은 총 2억 유로로 프로 축구 선수에게 지급되는 역대 최고액으로 알려져 있다. 호날두는 소셜 미디어 계정이 믿을 수 없을 정도로 증가하면서 클럽의 전 세계 팔로워 수에 즉각적인 영향을 미쳤다. 알나스르는 2022-23년 시즌에 2위를 차지했다.

## 선수단

### 현재 선수 명단
2025년 6월 2일  기준 

참고: FIFA 자격 규정에 따라 소속된 국가대표팀 국기를 표시합니다. 선수는 복수의 FIFA 비회원국 국적을 가지고 있을 수 있습니다.
| 번호 | 포지션 | 국적           | 이름                       |
| ---- | ------ | -------------- | -------------------------- |
| 2    | DF     | 사우디아라비아 | 술탄 알가남 (부주장)       |
| 3    | DF     |                | 모하메드 시마칸            |
| 4    | DF     | 사우디아라비아 | 모함메드 알파틸            |
| 7    | FW     | 포르투갈       | 크리스티아누 호날두 (주장) |
| 8    | MF     | 사우디아라비아 | 압둘마지드 알술라이힘      |
| 10   | FW     | 세네갈         | 사디오 마네                |
| 12   | DF     | 사우디아라비아 | 나와프 부샬                |
| 14   | MF     | 사우디아라비아 | 사미 알나제이              |
| 16   | FW     | 사우디아라비아 | 모함메드 마란              |
| 17   | MF     | 사우디아라비아 | 압둘라 알카이바리          |
| 19   | MF     | 사우디아라비아 | 알리 알하산                |
| 23   | MF     | 사우디아라비아 | 아이만 야히아              |
| 25   | MF     | 포르투갈       | 오타비우                   |
| 27   | DF     |                | 에므리크 라포르트          |
| 29   | MF     | 사우디아라비아 | 압둘라흐만 가리브          |
| 36   | GK     | 사우디아라비아 | 라게드 알나자르            |

| 번호 | 포지션 | 국적           | 이름        |
| ---- | ------ | -------------- | ----------- |
| 78   | DF     | 사우디아라비아 | 알리 라자미 |
| 80   | MF     |                | 웨즐레이    |

### 기타 선수 명단
참고: FIFA 자격 규정에 따라 소속된 국가대표팀 국기를 표시합니다. 선수는 복수의 FIFA 비회원국 국적을 가지고 있을 수 있습니다.
| 번호 | 포지션 | 국적           | 이름            |
| ---- | ------ | -------------- | --------------- |
| 53   | MF     | 사우디아라비아 | 술탄 알아나지   |
| 57   | FW     | 사우디아라비아 | 무한나드 바라흐 |
| 58   | DF     | 사우디아라비아 | 아세르 하우사위 |

| 번호 | 포지션 | 국적           | 이름            |
| ---- | ------ | -------------- | --------------- |
| —    | MF     | 사우디아라비아 | 파하드 알탈레브 |
| —    | MF     | 사우디아라비아 | 칼리드 하카위   |

### 임대 선수 명단
참고: FIFA 자격 규정에 따라 소속된 국가대표팀 국기를 표시합니다. 선수는 복수의 FIFA 비회원국 국적을 가지고 있을 수 있습니다.
| 번호 | 포지션 | 국적           | 이름                                 |
| ---- | ------ | -------------- | ------------------------------------ |
| 1    | GK     | 사우디아라비아 | 아민 부카리 (알이티파크로 임대)      |
| 13   | DF     | 코트디부아르   | 기슬랭 코난 (알파이하로 임대)        |
| 20   | DF     | 사우디아라비아 | 하마드 알 만수르 (알오크두드로 임대) |
| 21   | MF     | 사우디아라비아 | 무크타르 알리 (알파테로 임대)        |

| 번호 | 포지션 | 국적           | 이름                                |
| ---- | ------ | -------------- | ----------------------------------- |
| 24   | DF     | 사우디아라비아 | 만수르 알샴마리 (알하젬으로 임대)   |
| 56   | FW     | 사우디아라비아 | 파하드 알주바이디 (알오루바로 임대) |
| 59   | DF     | 사우디아라비아 | 유세프 하카위 (알파이하로 임대)     |
| —    | DF     | 사우디아라비아 | 마제드 카시시 (알하젬으로 임대)     |

## 역대 감독
| 감독            | 임기      |
| --------------- | --------- |
| 류비샤 브로치치 | 1976~1979 |
| 빌리 빙엄       | 1987~1988 |
| 앙리 미셸       | 1995      |
| 마제드 압둘라   | 1998      |
| 아르투르 조르즈 | 2006      |
| 발테르 젱가     | 2010      |
| 발테르 젱가     | 2011~2013 |
| 파비오 칸나바로 | 2015~2016 |
| 히카르두 고메스 | 2017      |
| 마누 메네지스   | 2021      |
| 뤼디 가르시아   | 2022~2023 |
| 루이스 카스트루 | 2023~2024 |
| 스테파노 피올리 | 2024 ~    |

## 수상

### 국제 대회
- 아시안 클럽 챔피언십
  - 우승 (0)
  - 준우승 (1) : 1995
- 아시안 컵위너스컵
  - 우승 (1) : 1997-98
- 아시안 슈퍼컵
  - 우승 (1) : 1998
- 아랍 클럽 챔피언스컵
- 우승(1):(2023)

### 국내 대회
- 사우디 프로리그
  - 우승 (9) : 1975, 1980, 1981, 1989, 1994, 1995, 2014, 2015, 2019
  - 준우승 (6) : 1977, 1978, 1979, 1991, 2001, 2020
- 사우디 챔피언스컵
  - 우승 (6) : 1974, 1976, 1981, 1986, 1987, 1990
  - 준우승 (7) : 1967, 1972, 1973, 1989, 2012, 2015, 2016